# Asia Society
L'Asia Society est une organisation globale et pan-asiatique dont la mission est de fortifier des relations et de promouvoir la compréhension entre les personnes, les dirigeants et les institutions de l'Asie et des États-Unis. Elle a été fondée en 1956 par John Davison Rockefeller III, le membre de troisième-génération de la famille Rockefeller.
Le siège de la Société à New York expose la Collection Rockefeller d'Art asiatique qui inclut certains des chefs-d'œuvre artistiques les plus importants de Chine du Japon, de l'Inde, de Corée, du Tibet, du Népal, de Cambodge et d'Indonésie.

## Mission
La Société vise à préparer les Asiatiques et les Américains pour un avenir partagé en augmentant la connaissance et améliorant le dialogue, encourageant l'expression créative, et produisant de nouvelles idées à travers les champs de la politique, des affaires, de l'éducation, des arts et de la culture. Il atteint des audiences à travers le monde par son siège principal dans la ville de New York, son Centre sur les relations d'États-Unis-Chine, et ses centres régionaux à Houston, Los Angeles, San Francisco, Washington, Hong Kong, Manille, Melbourne, Bombay, Séoul et Shanghai.
Organisation éducative à but non lucratif et non partisane, la Société fournit un forum pour de faire connaître les plus de trente pays formant globalement la région Asie-Pacifique - le secteur allant du Japon à l'Iran, et de l'Asie centrale à l'Australie, la Nouvelle-Zélande et les îles du Pacifique. Il a aussi un programme de bourses qui soutient des membres permanents à temps plein à la Société avec la mission de former la compréhension publique des développements sociaux et politiques de l'Asie.
Par des expositions et des performances artistiques, des films, des conférences, des séminaires et l'assistance d'éditions et de médias, et les matériels et programmes pour les étudiants et les professeurs, la Société d'Asie est une organisation éducative globale dévouée à améliorer la compréhension de la culture, l'histoire, et les affaires contemporaines de l'Asie. Il coparraine la US-Asia Update Roundtable Series au Conseil des relations étrangères de New York.
Les expositions changent plusieurs fois par an. Un exemple récent a été An Enduring Legacy: The Mr. and Mrs. John D. Rockefeller 3rd Collection, présentant des sculptures, des tableaux, des céramiques, des imprimés et des bronzes propres de la Société.
La Société maintient que les études internationales devraient être un nouveau fondamental pour tous les étudiants dans le monde. Dans ses efforts pour provoquer ceci, il s'est joint avec la Fondation Bill-et-Melinda-Gates pour travailler avec les quartiers d'écoles urbaines pour créer de petites, études internationales d'écoles secondaires.

## Les supporters
Le American International Group (AIG) fut le sponsor majeur du 50e anniversaire de la Société en 2006. La Société est aussi soutenue par les contributions de fondations, y compris les deux de la famille Fondation Rockefeller et Rockefeller Brothers Fund, et des sociétés commerciales majeures (voir ci-dessous). Les individus éminents soutiennent aussi ses activités, comme l'ancien secrétaire-général de l'ONU Kofi Annan, Henry Kissinger, Rupert Murdoch (www.asiasociety.org) et le Sénateur Jay Rockefeller (le fils du fondateur), et son fils Charles, qui sont les deux dépositaires de la Société.
Un autre supporter de la Société est le nouveau secrétaire-général de l'ONU, le ministre des Affaires étrangères sud-coréen Ban Ki-moon, qui a donné une conférence à la Société le 25 septembre 2006.
Mark Rockefeller (Le plus jeune fils de Nelson) et sa femme Renée sont des vice-présidents du Comité de Gala de la Société. Le musée de New York de la Société est localisé à 725 Park Avenue (sur la 70e rue). Le président du comité exécutif est l'ancien Ambassadeur des États-Unis et l'associé depuis longtemps de la famille Rockefeller, Richard Holbrooke ; son président est Vishakha N. Desai, qui siège aussi au conseil du Brookings Institution.
Pendant la pandémie de COVID-19, l'organisation s'est associée à Coalition de la côte Est pour la tolérance et la non-discrimination pour accueillir le forum «Combattre le racisme à l'ère du COVID».

## Présidents du Comité de Gala
Annual Dinner Gala Committee:
- Honorary Chairman
  - Jay Rockefeller
- Gala Chairmen 
  - Lloyd Blankfein, Goldman Sachs & Co.
  - Sant S. Chatwal, Hampshire Hotels & Resorts, LLC
  - Stephen H. Long, Citigroup International
  - Martin J. Sullivan, American International Group, Inc.

## Some major corporate benefactors
- American International Group
- Citigroup
- Coca-Cola
- Getty Foundation
- Merrill Lynch
- Morgan Stanley
- Pfizer
- Sony

Some major sponsors:
- American Express
- Boeing
- ExxonMobil
- IBM
- JPMorgan Chase

Some major contributors:
- Blackstone
- Groupe Carlyle
- Johnson & Johnson
- Merck
- McKinsey & Company
- Time Warner